# 美孚石油

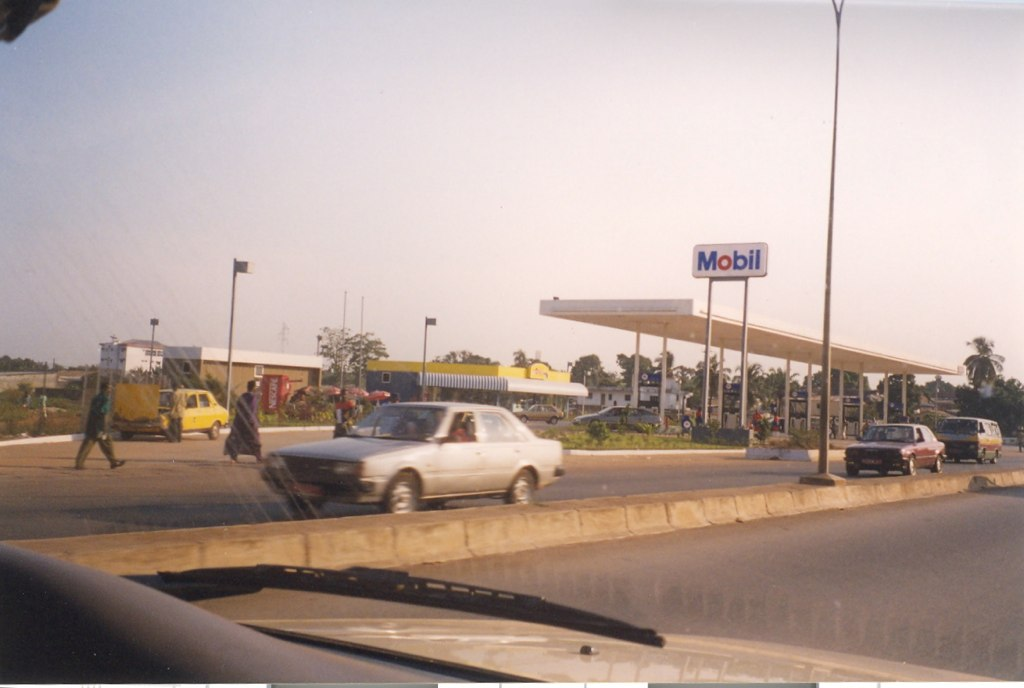
幾內亞科納克里美孚石油站

美孚石油（Mobil，曾以無比作為譯名），美國主要石油公司。

## 历史
美孚石油源自1911從標準石油分拆的紐約標準石油，原標準石油在中國的品牌「美孚」亦歸紐約標準石油所有。1920年，紐約標準石油以Mobiloil作為英語品牌，1963年再易名為Mobil。
於1999年與埃克森石合併為埃克森美孚石油，美孚在合併後將繼續成為公司的主要品牌，在美國仍然擁有自己的加油站，有時搭配自己的商店，另外埃克森美孚於澳大利亞、關島、墨西哥、奈及利亞和紐西蘭等地方以美孚作為獨家燃油品牌，加拿大、哥倫比亞和埃及則同時有埃索和美孚加油站，其餘地方的美孚加油站已被埃索品牌取代，而埃索潤滑油系列則被美孚品牌取代。它的前總部設在弗吉尼亞州費爾法克斯縣，目前是埃克森美孚石油公司的下游總部。

## 外部連結
- Exxon Mobil Corporate Website （页面存档备份，存于）
- Mobil Official Website （页面存档备份，存于）
- Mobil Industrial Official Website （页面存档备份，存于）
- 美孚中国官方网站 （页面存档备份，存于）